# Voronež
Vorónež (in russo Воро́неж?  pronuncia [vɐˈronʲɪʂ]) è una grande città della Russia europea sud-occidentale, non distante dal confine ucraino, capoluogo dell'omonima oblast'. Il fiume omonimo la attraversa dodici chilometri prima della sua confluenza nel Don.

## Etimologia
La parola Voronež è un idronimo. L'origine del nome Voronež è sconosciuta, ci sono varie versioni. Secondo un'ipotesi il nome deriva dal nome di persona slavo «Voroneg» o dal nome d'uccello «Voron» (in russo Ворон?), "corvo". Studi di linguistica comparata fanno provenire il nome di Voronež da quello del dio greco Urano o da quello del dio vedico Varuṇa. In termini di linguistica comparativa, i nomi dei due dei hanno le stesse radici indoeuropee; dagli stessi nomi deriverebbero poi i nomi delle città di Varanasi, Verona, Varna.

## Storia

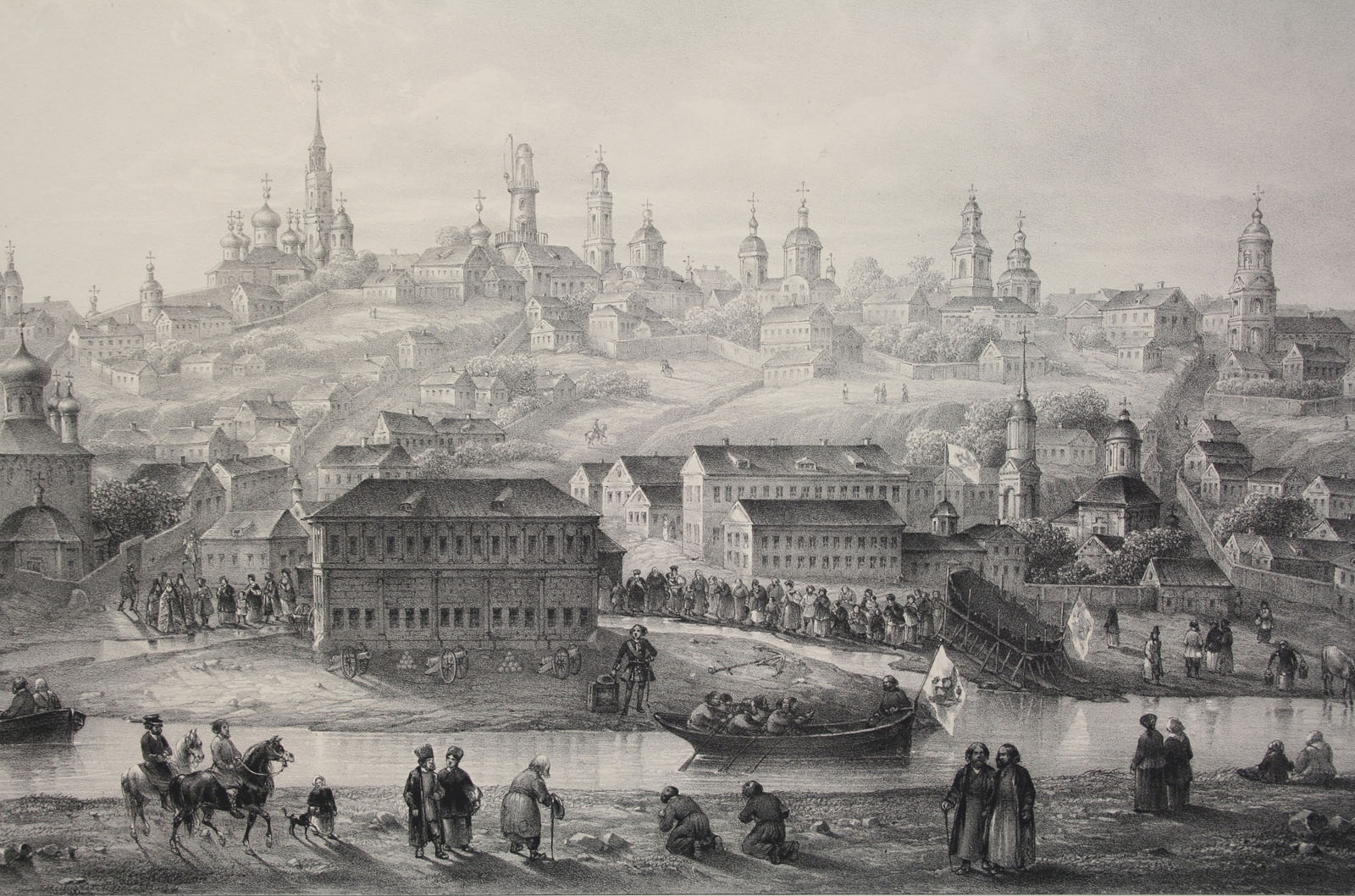
Voronež

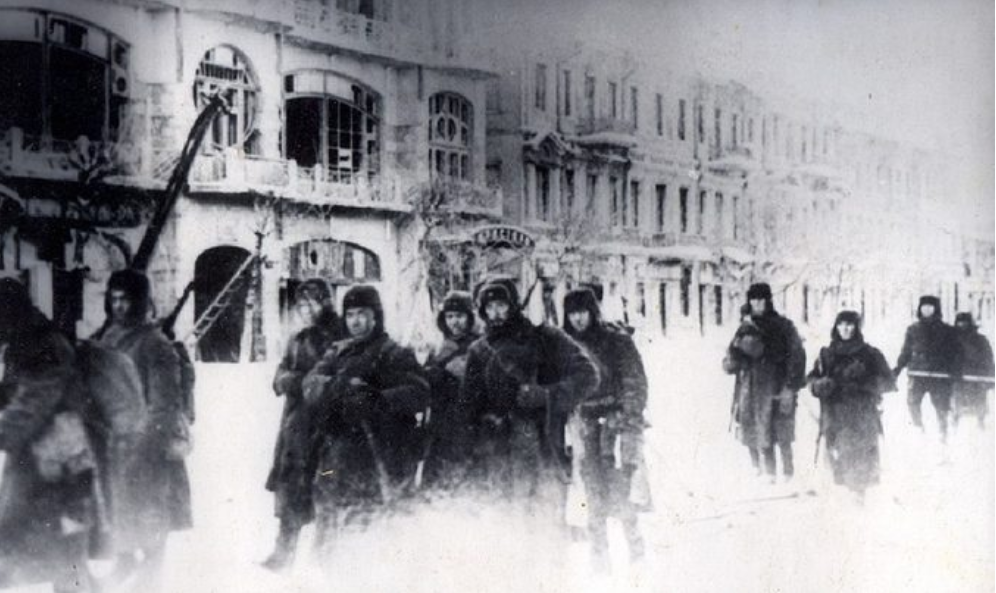
I soldati sovietici liberano la città il 25 gennaio 1943.

Il nome della città Voronež appare citato per la prima volta nella Cronaca degli anni passati, relativamente all'anno 1177. Il castello di Voronež fu eretto nel 1586. A Voronež, nel 1696, lo zar Pietro I fece costruire la prima flotta russa. Nel 1860 apparve a Voronež la prima rivista scientifica Annali della Filologia, mentre nel 1918 fu aperta l'Università. Voronež fu teatro di feroci scontri durante l'operazione Blu della seconda guerra mondiale. Quasi il 92% degli edifici cittadini venne distrutto.
Venne liberata dall'Armata Rossa il 25 gennaio 1943.

## Geografia fisica ed economica
Oltre ad avere un porto fluviale, Voronež è un importante nodo ferroviario della linea Mosca - Rostov sul Don - Kiev, nonché nodo stradale sulla stessa direttrice (Mosca - Rostov sul Don), infine sede di un aeroporto e di un'università.
Da punto di vista delle attività economiche, Voronež è ancora una grande città industriale; durante il periodo dell'Unione Sovietica in particolare vi vennero attivati e ampliati numerosi stabilimenti in parte integrati nel complesso militare-industriale. Le fabbriche più famose e più grandi, ancora in funzione anche se con attività produttive molto più ridotte e con quantità di lavoratori impiegati molto inferiori al periodo sovietico, sono: la VASO "Società unificata delle costruzioni aeronautiche di Voronež", erede dei vecchi stabilimenti Ilyushin; la Voronežsel’maš, attiva nella produzione di macchinari per l'agricoltura; la Voronežskij mechaničeskij zavod "Fabbrica di costruzioni meccaniche di Voronež"", azienda impegnata nella produzione di macchine industriali e motori per i vettori missilistici russi; la Sozvezdie "Costellazione", società costruttrice di sistemi per la guerra elettronica, radio e comunicazioni, contromisure elettroniche.

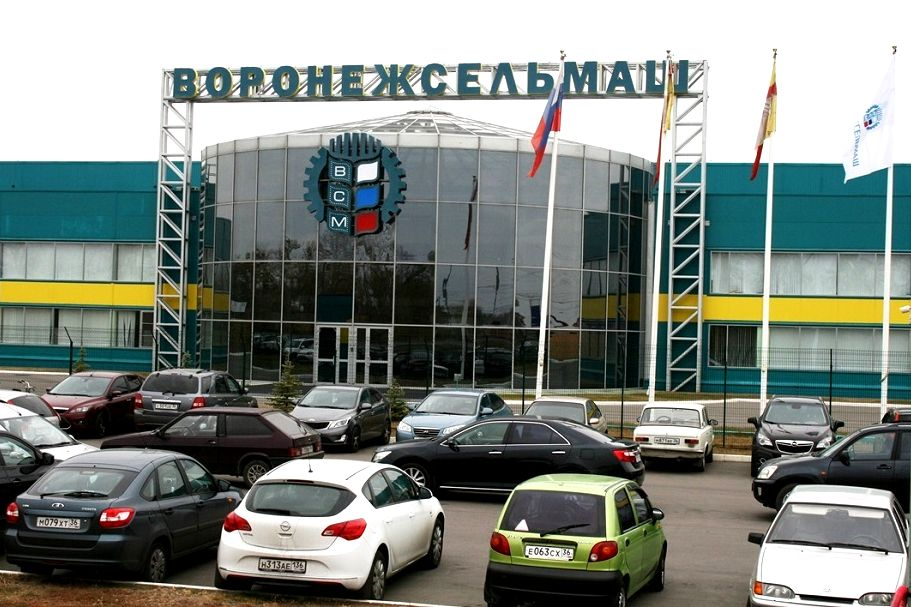
La fabbrica di macchine agricole Voronežsel’maš
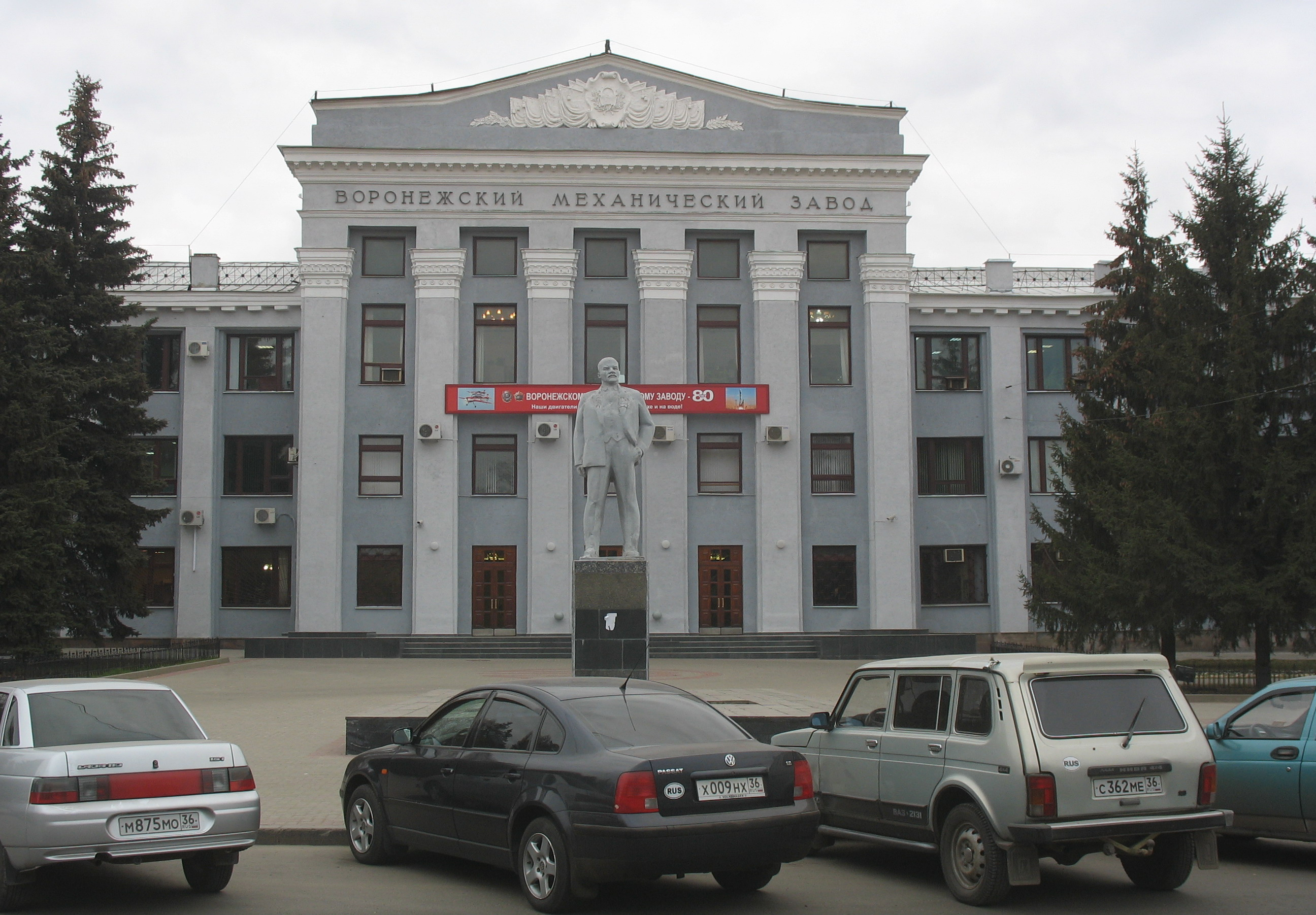
La direzione della Voronežskij mechaničeskij zavod

## Società

### Evoluzione demografica
Fonte: mojgorod.ru
- 1811: 22.100
- 1840: 43.800
- 1897: 80.600
- 1926: 116.600
- 1939: 343.800
- 1959: 447.000
- 1970: 660.000
- 1979: 782.900
- 1989: 886.800
- 2002: 848.752
- 2006: 846.300
- 2014: 1.014.610
- 2024: 1.046.425

## Geografia antropica

### Suddivisioni amministrative
La città è suddivisa in sei circoscrizioni amministrative: 
- Centralnyj
- Kominternovskij
- Leninskij
- Levoberežnyj
- Sovetskij
- Železnodorožnyj